# Associazione Calcio Mantova 1921-1922
Questa pagina raccoglie le informazioni riguardanti l'Associazione Calcio Mantova nelle competizioni ufficiali della stagione 1921-1922.

## Stagione
La dirigenza mantovana alla scissione in due distinte federazioni aderisce alla Confederazione Calcistica Italiana (C.C.I.) confermando l'allenatore Reggiani.
Il comportamento in campionato è superiore alle aspettative, cogliendo diverse vittorie esterne. ai danni della Juventus (2-1), Livorno (5-1) US Milanese (2-0) e L.R. Vicenza (1-0).
Il 4º posto finale le permette di partecipare di diritto alla nuova Prima Divisione 1922-1923.

## Rosa
| N. |                   | Ruolo | Calciatore           |
| -- | ----------------- | ----- | -------------------- |
|    | Italia (bandiera) | P     | Romano Mattinzoli    |
|    | Italia (bandiera) | P     | Diaderico Raffaldini |
|    | Italia (bandiera) | D     | Enghel Barbieri (I)  |
|    | Italia (bandiera) | D     | Lamberto Bodini      |
|    | Italia (bandiera) | D     | Caramaschi           |
|    | Italia (bandiera) | D     | Galetti              |
|    | Italia (bandiera) | D     | Carlo Ghirelli       |
|    | Italia (bandiera) | D     | Dante Prosperi (I)   |
|    | Italia (bandiera) | D     | Carlo Venturini      |

| N. |                   | Ruolo | Calciatore               |
| -- | ----------------- | ----- | ------------------------ |
|    | Italia (bandiera) | C     | Giorgio Agostinelli      |
|    | Italia (bandiera) | C     | Ettore Gasparini         |
|    | Italia (bandiera) | C     | Giuseppe Grigoli         |
|    | Italia (bandiera) | C     | Manna                    |
|    | Italia (bandiera) | A     | Carlo Barbieri (II)      |
|    | Italia (bandiera) | A     | Bianchi                  |
|    | Italia (bandiera) | A     | Andrea Preuss            |
|    | Italia (bandiera) | A     | Ildebrando Prosperi (II) |
|    | Italia (bandiera) | A     | Nino Vidotto             |